# Verónica Dulanto
Verónica Dulanto (Madrid, 13 de noviembre de 1978) es una periodista y presentadora de televisión española. Actualmente, y desde 2005, ligada al grupo de comunicación Mediaset España.

## Biografía
Licenciada en Periodismo por la Universidad Francisco de Vitoria, empezó su carrera en la pequeña pantalla con 22 años en Canal 7 de Madrid. 
Tras un breve paso por Antena 3, donde formó parte del equipo de diferentes producciones, entre ellas El diario de Patricia[cita requerida], en 2017 fue reportera de calle en La comunidad de Telemadrid y  En el punto de mira de  Cuatro, relevando ese mismo año a Ana García-Siñeriz para la segunda temporada de Luce tu pueblo, de Divinity.
A partir de 2005, que entró a trabajar en El programa de Ana Rosa como redactora, reportera y presentadora de la sección de corazón y sociedad, en el formato estival,[cita requerida] ha presentado diferentes magacines como Ya es mediodía,  Vamos a ver, Tardear, etcétera, ligados a la productora Unicorn Content. 
En 2014 recibió el Premio Antena de Plata, concedido por La Asociación de Profesionales de Radio y Televisión de Madrid.
Los años 2022, 2023 y 2024 presentó en Telecinco los especiales de Nochebuena y Noche Vieja, junto al presentador Jesús Vázquez.[cita requerida]

## Trayectoria
| Programas de televisión | Programas de televisión           | Programas de televisión      | Programas de televisión |
| Año                     | Título                            | Cadena                       | Notas                   |
| ----------------------- | --------------------------------- | ---------------------------- | ----------------------- |
| 2005-2016               | El programa de Ana Rosa           |                              | Redactora y reportera   |
| 2016                    | El programa del verano            | Presentadora                 |                         |
| 2017                    | Luce tu pueblo                    | Presentadora                 |                         |
| 2017-2022               | En el punto de mira               |                              | Reportera               |
| 2019-2021; 2023         | Ya es mediodía                    |                              | Presentadora suplente   |
| 2021-2022               | Ya son las ocho                   | Reportera (2021-2022)        |                         |
| 2021-2022               | Ya son las ocho                   | Presentadora suplente (2022) |                         |
| 2022                    | Ya es verano                      | Presentadora                 |                         |
| 2022                    | ¡Viva la fiesta!                  | Presentadora                 |                         |
| 2023-2024               | Nochebuena contigo                | Presentadora                 |                         |
| 2023-2024               | Nochevieja contigo                | Presentadora                 |                         |
| 2023-2024               | Cuatro al día                     | Presentadora                 |                         |
| 2024                    | Tiempo al tiempo                  | Presentadora                 |                         |
| 2024                    | Especial: Sentencia Daniel Sancho | Presentadora                 |                         |
| 2024                    | La verdad de…                     | Presentadora                 |                         |
| 2024-2025               | Fiesta                            | Presentadora suplente        |                         |
| 2024-2025               | Vamos a ver                       | Presentadora                 |                         |
| 2025                    | Tardear                           | Presentadora                 |                         |